# Trichophysetis hampsoni
Trichophysetis hampsoni is een vlinder uit de familie van de grasmotten (Crambidae). De wetenschappelijke naam van de soort is voor het eerst gepubliceerd in 1901 door Richard South.
De voorvleugellengte bedraagt 9,5 millimeter.
De soort komt voor in Noordoost-India, China (Hubei), Taiwan, West-Maleisië (Sabah), Brunei en Indonesië (Sumatra).